# 魁北克大学
魁北克大学（法語：Université du Québec），加拿大魁北克省的一个综合性公立大学系统，于1968年建立，目前擁有超过87,000名学生，旗舰校区为魁北克大学蒙特利尔分校。

## 成员院校

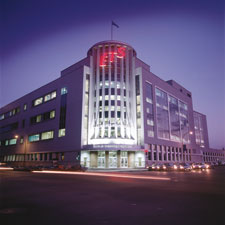
ETS

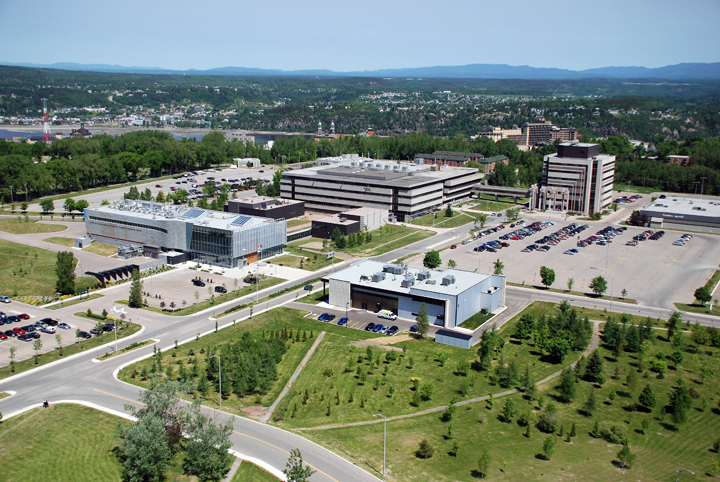
UQAC的校园

魁北克大学由分布在省内的若干分校和研究所组成，其主要机构如下：
- 蒙特利爾分校（Université du Québec à Montréal, UQÀM）
- 電視大學（法语：Université TÉLUQ）
- 三河城分校（法语：Université du Québec à Trois-Rivières）
- 里穆斯基分校（法语：Université du Québec à Rimouski）
- 希庫蒂米分校（法语：Université du Québec à Chicoutimi）
- 乌塔韦分校（法语：Université du Québec en Outaouais）
- 阿比蒂比-蒂米斯卡曼格分校（法语：Université du Québec en Abitibi-Témiscamingue）
- 高等工程技術學院（École de technologie supérieure）
- 国立科学研究所（法语：Institut national de la recherche scientifique）
- 国立政府行政学院（法语：École nationale d'administration publique）